# 北方獐牙菜
北方獐牙菜（学名：Swertia diluta）为龙胆科獐牙菜属下的一个种。

## 扩展阅读
- 維基物種上的相關：北方獐牙菜